# Are Waerland
Are Waerland (als Paul Henrik Fager, * 13. April 1876 in Ekenäs, Finnland; † 20. November 1955 in Alassio, Italien) war ein finnlandschwedischer Autor und Dozent, der hauptsächlich durch die von ihm propagierte Waerland-Kost bekannt wurde.

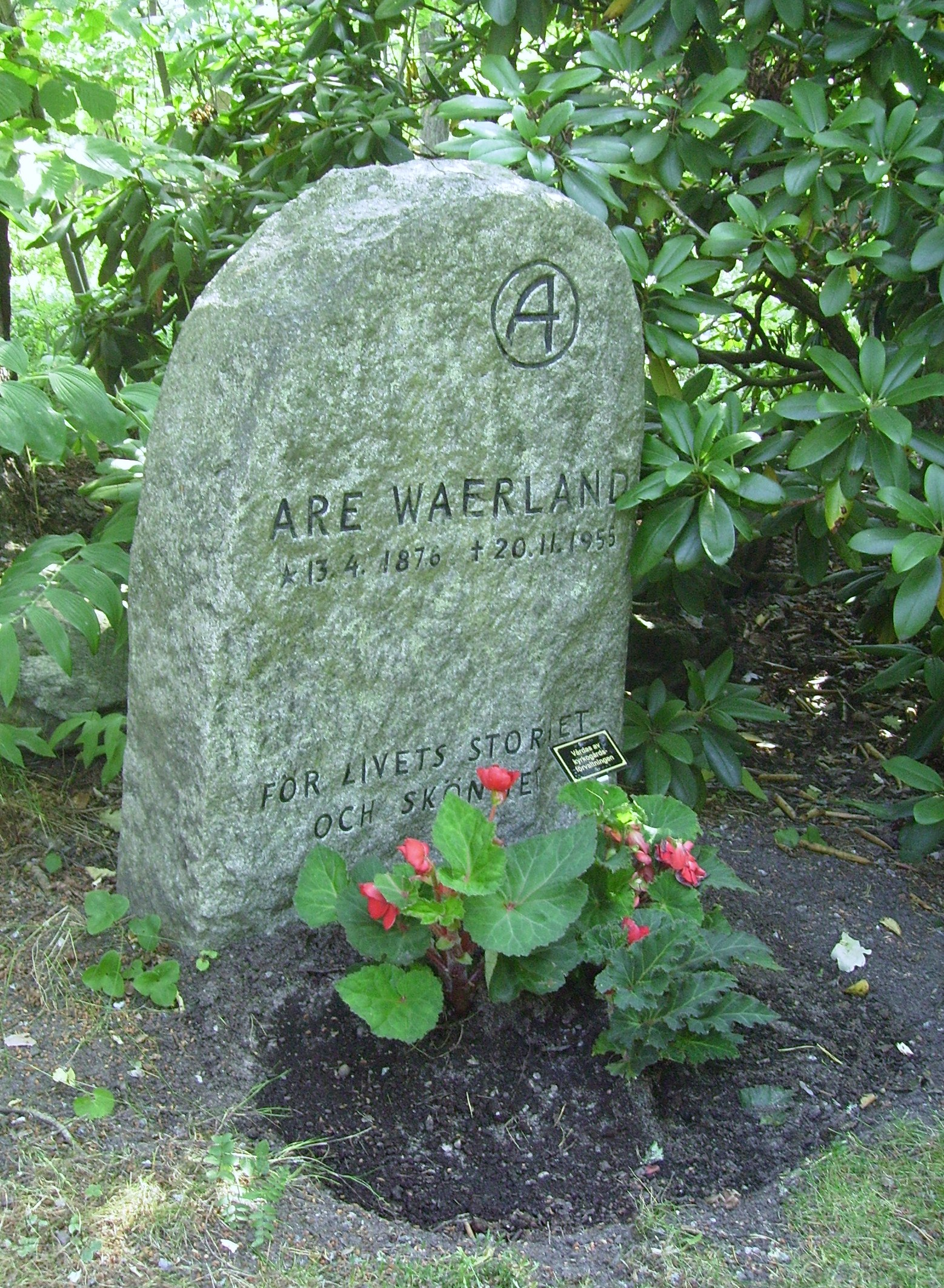
Grab von Are Waerland in Djursholm

Are Waerland wurde 1876 in der Stadt Ekenäs (finnisch Tammisaari) geboren, die im damaligen Großfürstentum Finnland lag und Teil des Russischen Reiches war. Sein Vater war Reeder. Als Kind litt Waerland unter diversen Krankheitssymptomen wie Kopfschmerzen, schlechtem Gedächtnis, chronischen Magenproblemen und Verstopfung. Er brach wegen seines schlechten Gesundheitszustands ein Studium der Philosophie ab und übernahm die Leitung einer Volkshochschule. Im Jahr 1912 wurde er schwedischer Staatsbürger und nahm den Namen Are Waerland an.
Einige Zeit später verließ er Schweden und ging nach London, um dort Medizinstudien zu betreiben und nicht zuletzt um eine Therapie für seine Beschwerden zu finden. Er empfand Methoden der Abhärtung, wie kalt zu duschen und bei offenem Fenster zu schlafen, als hilfreich. Ihn inspirierte die Lektüre eines Buches von Alexander Haig. Nach dem Vorbild Haigs und auf Grund von Berichten über die Ernährungsweise des Volks der Hunza stellte Waerland seine Ernährung um und wurde Vegetarier. Seine Symptome verschwanden in London innerhalb von drei Jahren, was er vor allem auf die Rohkost zurückführte. Von 1899 bis 1945 schrieb er 40 literarische Werke in schwedischer Sprache. 1946 heiratete er die Witwe Ebba Hoffmann, geborene Langenskiöld. Nach Aufenthalt in Westdeutschland und Herausgabe seiner deutschsprachigen Schriften verbrachte er die letzten Lebensjahre in Alassio an der italienischen Riviera. Er starb 1955.

## Veröffentlichungen (Auswahl)
- Die Diktatur des Proletariats, F. A. Perthes, Gotha 1921 (Übersetzung aus dem Schwedischen von Fritz Arnheim)
- Warum ich weder Fleisch, Fisch noch Ei esse, Zürich 1948, 3. Auflage
- Befreiung aus dem Hexenkessel der Krankheiten, 1948–1949 (2 Bände)
- Die Übersäuerung als Grundursache der Krankheiten, Waerland-Verlag, Hamburg 1951
- Nie mehr Rheuma, Waerland-Verlag, Hamburg 1953
- Weg zu einer neuen Menschheit, 1954
- Der Schlüssel der Gesundheit liegt im Darm, 1957
- Das Waerland-Handbuch der Gesundheit, 1958
- Die große Lebensharmonie, 1967
- Lebensanschauung und Persönlichkeit, 1967